# منوئية (غوغر)
منوئیة (بالفارسية: منوئیه) هي قرية تقع في إيران في قسم غوغر الريفي. يقدر عدد سكانها بـ 34 نسمة .